# Klaus Barbie
Klaus Barbie (n. 25 octombrie 1913, Bad Godesberg, Regatul Prusiei, Imperiul German – d. 25 septembrie 1991, Pierre-Bénite, Rhône-Alpes, Franța) a fost un ofițer SS german, care a îndeplinut funcția de comandant al organizației Gestapo din Lyon în perioada 1942–1944 și a fost condamnat ulterior pentru săvârșirea de crime de război. A fost supranumit „Măcelarul din Lyon”.
După război a activat în Bolivia, unde a sprijinit dictatura militară. În 1983, după revenirea la democrație, sub președintele Hernán Siles Zuazo, a fost arestat și extrădat către Franța, unde a fost judecat și condamnat.